# Тагбанва (письмо)
Тагбанва, тагбануа, тагбанува (палавано ᝦᝪᝯ Tagbanwa) или апурахано (палавано Apurahuano) — одна из аборигенных систем письма на Филиппинах. Язык тагбанва австронезийской семьи, на котором говорят около 8000 носителей в центральных и северных регионах провинции Палаван, постепенно исчезает, поскольку молодые поколения переходят на языки куйонон и тагалог.

## Происхождение
Письменность тагбанва использовалась на Филиппинах до 17 века. Предполагается, что она произошла от письменности кави, которая, в свою очередь, произошла от индийской письменности паллава.

## Особенности
Тагбанва — абугида (слоговое письмо, где отдельными знаками обозначаются согласные и отдельно стоящие гласные, а гласные в конце открытых слогов передаются особыми диакритическими значками).
Обычно записи делались на бамбуковых дощечках вертикальными столбцами снизу вверх, слева направо, а при горизонтальном написании — слева направо.

## Юникод
Письмо было включено в Юникод с выходом версии 3.2 в марте 2002 года. Выделенный для тагбанва диапазон — U+1760—U+177F:
| Тагбанва Официальная таблица символов Консорциума Юникода (PDF) |   |   |   |   |   |   |   |   |   |   |   |   |   |   |   |   |
|                                                                 | 0 | 1 | 2 | 3 | 4 | 5 | 6 | 7 | 8 | 9 | A | B | C | D | E | F |
| U+176x                                                          | ᝠ | ᝡ | ᝢ | ᝣ | ᝤ | ᝥ | ᝦ | ᝧ | ᝨ | ᝩ | ᝪ | ᝫ | ᝬ |   | ᝮ | ᝯ |
| U+177x                                                          | ᝰ |   | ᝲ  | ᝳ  |   |   |   |   |   |   |   |   |   |   |   |   |